# Zola Predosa
Zola Predosa är en ort och kommun i storstadsregionen Bologna, innan 2015 i provinsen Bologna, i regionen Emilia-Romagna i Italien. Kommunen hade 19 015 invånare (2018).